# Cantó d'Alès-Sud-Est
El cantó d'Alès-Sud-Est és un cantó del departament francès del Gard, situat al districte d'Alès. Té sis municipis i el cap cantonal és Alès.

## Municipis

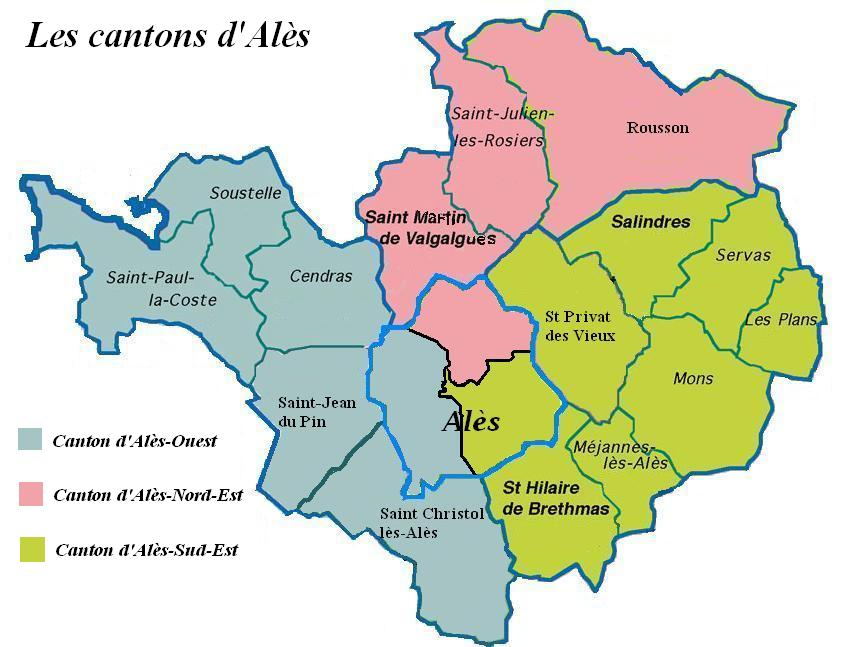
Els cantons d'Alès

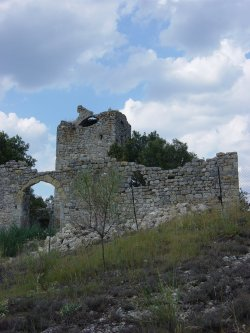
La Torre Bécamel a Salindres

- Mejanas d'Alèst
- Monts
- Los Plans
- Sent Alari de Bretmàs
- Sent Privat dels Vièlhs
- Salindres
- Servaç
- Alès (una part)